# Hyperolius semidiscus
Hyperolius semidiscus és una espècie de granota de la família dels hiperòlids que viu a Sud-àfrica, Eswatini i, possiblement també, a Moçambic.
Està amenaçada d'extinció per la pèrdua del seu hàbitat natural.